# Pulserende straalmotor

Verklaring van de letters: A) luchtinlaat en brandstofinspuiting, B) kleppen, C) verbrandingskamer, D) uitlaat en E) gasuitstoot.

Een pulserende straalmotor is een primitieve straalmotor met kleppen in plaats van turbines. De motor ontleent zijn stuwkracht aan een niet-continu verbrandingsproces, waarbij repeterend meerdere keren per seconde een gasmengsel in de motor tot explosie wordt gebracht en achterwaarts wordt uitgestoten. Het is een motortype met een zeer gering aantal bewegende delen.
De Duitse ingenieur Paul Schmidt ontwierp deze straalmotor in 1931 en nam er een octrooi op. Zijn ontwerp werd tijdens de Tweede Wereldoorlog gebouwd door de Duitse Argus Motorenfabriek. De motor van type As 014 staat bekend als de motor van de V1.

## Werking
De pulserende straalmotor heeft een verbrandingskamer ergens rond het midden en een vernauwing aan het eind. Aan de voorzijde bevindt zich de inlaatklep waardoor lucht naar binnen kan stromen (illustratie 1). Bij de inlaatklep zit een spruitstuk voor het toevoegen van brandstof. Het lucht-brandstofmengsel wordt in de verbrandingskamer door een bougie ontstoken waardoor de druk sterk toeneemt. Aan de voorzijde sluit hierdoor de inlaatklep en het hete verbrandingsgas verlaat de motor aan de achterzijde (illustratie 2). Hierdoor ontstaat een voorwaartse impuls die de motor en het daarmee verbonden voertuig voortdrijft. Als de druk in de motor tot lage waarde is gedaald opent de eenrichtingsklep en begint een nieuwe cyclus. 

De eenrichtingsklep is meestal een mechanisme bestaande uit een of meer veerbelaste kleppen. Er is echter ook een uitvoering waarbij de uitstroom van geëxpandeerd gas aan de voorzijde wordt geblokkeerd door de interne schokgolf die de explosie met zich meebrengt; deze uitvoering heeft geen bewegende onderdelen.

## Toepassing
De motor is vooral bekend door de toepassing op de Duitse V1, een vliegende bom uit de Tweede Wereldoorlog waarmee Londen en Antwerpen vanuit Nederland werden bestookt. De verbrandingsfrequentie was rond de 45 pulsen per seconde, wat een karakteristiek geluid veroorzaakte waaraan de V1 herkend kon worden. Via de voorgeprogrammeerde besturing werd aan het eind van de berekende route het hoogteroer in duikstand gezet met gevolg dat de motor afsloeg; het wegvallen van het motorgeluid was dan het teken dat de V1 in de buurt in zou slaan.
Er is geëxperimenteerd met pulserende straalmotoren om de rotorbladen van een hefschroefvliegtuig mee aan te drijven. Dit zou de noodzaak van een staartrotor enorm verminderen omdat dan geen reactiekracht via de motoras opgewekt zou worden. De pulserende straalmotor wordt ook in de modelbouw gebruikt.

## Voor- en nadelen
De motor is bijzonder simpel van bouw, wat hem betrouwbaar en onderhoudsarm maakt. Bovendien is de motor licht van gewicht in relatie tot zijn stuwkracht. De pulserende straalmotor is bijzonder lawaaierig en veroorzaakt trillingen. Het brandstofgebruik wordt in de praktijk hoog genoemd. De motor kan niet boven de geluidssnelheid worden gebruikt.